# Mikael Knutsson
Mikael Knutsson, född 24 september 1980 i Göteborg, är en svensk brottare (grappler) och tidigare landslagsman. Han har bland annat vunnit två VM-guld, ett VM-silver, ett VM-Brons, tre EM-guld i grapplingsformen Submission wrestling. När Knutsson lämnade landslaget 2014 var han enligt internationella brottningsförbundet rankad som nummer ett i världen i sin viktklass (-98,9kg), och nummer tre totalt.
Knutsson har även tränat och tävlat aktivt inom brasiliansk jiu-jitsu där han bland annat har tagit två EM-guld, ett EM-Silver och ett SM-guld. År 2017 erhöll han svart bälte av August Wallén och Martin Jansson. År 2013 fick Knutsson en personlig inbjudan att delta på ADCC i Peking.
Knutsson arbetar numer som forskare inom beteendeekonomi vid Linköpings universitet.

## Kampsportskarriär
Knutsson kampsportskarriär började med två terminers boxning på Vårgårda Boxningsklubb redan som fjortonåring. Som artonåring började han träna på Alingsås Wing Chun där de, förutom att lära ut Wing Chun, även lärde ut den Filippinska kampsporten Suntukan "Stick-Fightning" samt vissa moment från Submission wrestling (SW).
I tjugoårsåldern lämnade Knutsson Alingsås Wing Chun och började åter träna boxning, innan han gick över till att börja träna och tävla i thaiboxning. Sommaren 2003 reste Knutsson tio veckor till Chiang Mai i norra Thailand för att träna thaiboxning på Lanna Muay Thai. Väl där blev han bland annat erbjuden att resa till Kazakhstan för att representera Thailand på VM i thaiboxning (IFMA), men hade inte möjlighet att delta.

### Submission wrestling
Under hösten 2005 började Knutsson tillsammans med några vänner att pendla 16 mil till Göteborg för att kunna träna på Gladius MMA. På övriga träningsdagar så rullade de ut en presenning på gräsmattan utanför Knutsson hus och tränade där, även på vintern. År 2007 flyttade Knutsson till Göteborg för att studera finans vid Göteborgs universitet, vilket förbättrade träningsmöjligheterna avsevärt. Knutsson tävlade aktivt redan från start och placerade sig väl på ett stort antal tävlingar, både nationellt och internationellt. Bland annat tog han guld två år i rad på "Gameness", som vid den här tiden var nordens största SW-tävling, samt ett brons på Europakvalet i ADCC.
År 2010 blev han, tack vare sina tidigare tävlingsmeriter, uttagen till det nybildade SW-landslaget och ombedd att representera Sveriges på FILA-VM i Krakow. Då FILA under de första två åren inte hade någon viktklass runt 100 kilo så fick Knutsson tävla i -110 kilo, vilket förklarar varför han vägde in mer än 10 kilo under viktgränsen på tävlingsdagen. Trots detta vann han samtliga matcher via submissions och kunde efter det titulera sig som Sveriges första tungviktsvärldsmästare i Grappling.
Efter VM-guldet fortsatte Knutsson att träna på hemmaklubben Gladius MMA. Tack vare finansiering från klubben, och ett riktat idrottsstöd från SSWF, kunde Knutsson resa till San Diego, Kalifornien och träna med flerfaldiga ADCC-världsmästaren Dean Lister och Navy SEAL instruktören och författaren John "Jocko" Willink på Victory MMA. År 2011 tog Knutsson Silver på VM och Guld på EM, och tillbringade sommaren på American Top Team i Florida. År 2012 träffade Knutsson formen och tog Guld på både EM och VM, och tillbringade sommaren på Xtreme Couture i Las Vegas. Det som var ovanligt med VM:et 2012 var att Knutsson vann en av matcherna på poäng, vilket var första och enda gången under sin landslagskarriär som Knutsson inte vann via submission.
År 2013 tog Knutsson brons på VM och guld på EM, och på sommaren tränade han både med den nyblivna ADCC-mästaren Dean LIster i San Diego och den den flerfaldiga IBJJF-världsmästaren Lucas Lepri i Atlanta. Det var under en avstickare till Las Vegas som Knutsson som första Svenska på herrsidan, fick en inbjudan att tävla på ADCC i Peking, Kina. Väl där vann han sin första match via submission men förlorade sedan med minsta möjliga marginal mot Leonardo "Big Nog" Nogueira i semifinalen.
År 2014 meddelade Knutsson att han hoppar av landslaget för att fokusera på sina doktorandstudier i Nationalekonomi. Enligt internationella brottningsförbundet var Knutsson då rankad som nummer ett i världen i sin viktklass. Detta var också sista året han reste till USA för att träna och passade då på att både träna med Marcelo Garcia i New York samt ta en guldmedalj på Grapplers Quest, som är världens numerärt största SW-tävling, efter tre raka submissionvinster. I slutet av året fick Knutsson två diskbråck i korsryggen, vilket gjorde att han inte kunde träna någon markkamp på nästan två år. Han gjorde dock en kort comeback mellan 2017 och 2018, där han bland annat tog hem två SM-Guld i Submission Wrestling. 

### Brazilian Jiu-Jitsu
År 2006 började Knutsson även träna Brazilian Jiu-Jitsu (bjj), som är en kampsport som är relativt lik submission wrestling. Efter ett introduktionspass på klubben resta han i juni sex veckor till Rio de Janeiro för att träna med Marcelo Yogi, som också graderade honom till blått bälte innan hemfärden. I januari 2008 tog Knutsson guld som blåbälte på de europeiska mästerskapen i Lissabon, och i februari samma år blev han graderad till lila bälte. Året efter, i januari 2010, träffade han formen och vann europeiska mästerskapen även som lilabälte. Knutsson fortsatte sedan att träna bjj regelbundet fram tills han blev uttagen till svenska landslaget i submission wrestling senare samma år, och tack vare sina tävlingsframgångar där blev han graderad till brunt bälte i maj 2011.
Efter att en ryggskada 2014 tvingat Knutsson till ett nästan två år lång träningsuppbehåll så bestämde han sig för att göra en "comeback" med målet att få sitt svarta bälte. Knutsson, som precis haft över ett års rehab och inte tränat bjj på fem år, började återigen träna på hemmaklubben Gladius MMA i april 2016. Två delmål på vägen mot det svarta bältet var de svenska mästerskapen i september, samt de europeiska mästerskapen i januari året efter. En förkylning satte dock ett effektivt stopp för deltagandet på SM men Knutsson lyckades dock ta en silvermedalj på EM några månader senare. Den 17 maj 2017 blev Knutsson graderad till svart bälte av August Wallén och Martin Janson, och senare samma år vann han SM i svartbältesklassen.

## Nomineringar
- Nominerad till "Årets mästare" kampsportsgalan 2011.[13]
- Nominerad till "Årets mästare" kampsportsgalan 2012.[13]
- Nominerad till "Årets mästare" kampsportsgalan 2013.[13]
- Nominerad till GP:s sportpris 2013. [14]